# Episodi di Sposati... con figli (decima stagione)
La decima stagione della serie televisiva Sposati... con figli è stata trasmessa in anteprima negli Stati Uniti d'America dalla Fox tra il 17 settembre 1995 e il 26 maggio 1996.
| nº | Titolo originale                                  | Titolo italiano | Prima TV USA      | Prima TV Italia |
| -- | ------------------------------------------------- | --------------- | ----------------- | --------------- |
| 1  | Guess Who's Coming to Breakfast, Lunch and Dinner |                 | 17 settembre 1995 |                 |
| 2  | A Shoe Room with a View                           |                 | 24 settembre 1995 |                 |
| 3  | Requiem for a Dead Briard                         |                 | 1º ottobre 1995   |                 |
| 4  | Reverend Al                                       |                 | 8 ottobre 1995    |                 |
| 5  | How Bleen Was My Kelly                            |                 | 15 ottobre 1995   |                 |
| 6  | The Weaker Sex                                    |                 | 22 ottobre 1995   |                 |
| 7  | Flight of the Bumblebee                           |                 | 29 ottobre 1995   |                 |
| 8  | Blonde and Blonder                                |                 | 5 novembre 1995   |                 |
| 9  | The Two That Got Away                             |                 | 19 novembre 1995  |                 |
| 10 | Dud Bowl II                                       |                 | 26 novembre 1995  |                 |
| 11 | Al Bundy Sports Spectacular                       |                 | 26 novembre 1995  |                 |
| 12 | Bearly Men                                        |                 | 3 dicembre 1995   |                 |
| 13 | Love Conquers Al                                  |                 | 10 dicembre 1995  |                 |
| 14 | I Can't Believe It's Butter                       |                 | 17 dicembre 1995  |                 |
| 15 | The Hood, the Bud & the Kelly (Part 1)            |                 | 7 gennaio 1996    |                 |
| 16 | The Hood, the Bud & the Kelly (Part 2)            |                 | 14 gennaio 1996   |                 |
| 17 | Calendar Girl                                     |                 | 4 febbraio 1996   |                 |
| 18 | The Agony and the Extra C                         |                 | 11 febbraio 1996  |                 |
| 19 | Spring Break (Part 1)                             |                 | 18 febbraio 1996  |                 |
| 20 | Spring Break (Part 2)                             |                 | 25 febbraio 1996  |                 |
| 21 | Turning Japanese                                  |                 | 17 marzo 1996     |                 |
| 22 | Al Goes to the Dogs                               |                 | 24 marzo 1996     |                 |
| 23 | Enemies                                           |                 | 14 aprile 1996    |                 |
| 24 | Bud Hits the Books                                |                 | 28 aprile 1996    |                 |
| 25 | Kiss of the Coffee Woman                          |                 | 5 maggio 1996     |                 |
| 26 | Torch Song Duet                                   |                 | 19 maggio 1996    |                 |
| 27 | The Joke's on Al                                  |                 | 26 maggio 1996    |                 |